# Pedro Gonzalez Gonzalez
Pedro Gonzalez Gonzalez, nato Ramiro Gonzalez-Gonzalez (Aguilares, 24 maggio 1925 – Culver City, 6 febbraio 2006), è stato un attore statunitense.

## Filmografia parziale

### Cinema
- Le ali del falco (Wings of the Hawk), regia di Budd Boetticher (1953)
- Ricochet Romance, regia di Charles Lamont (1954)
- Prigionieri del cielo (The High and the Mighty), regia di William A. Wellman (1954)
- Il circo delle meraviglie (Ring of Fear), regia di James Edward Grant e William A. Wellman (1954)
- La straniera (Strange Lady in Town), regia di Mervyn LeRoy (1955)
- Tutto finì alle sei (I Died a Thousand Times), regia di Stuart Heisler (1955)
- Il fondo della bottiglia (The Bottom of the Bottle), regia di Henry Hathaway (1956)
- La legge del più forte (The Sheepman), regia di George Marshall (1958)
- Un dollaro d'onore (Rio Bravo), regia di Howard Hawks (1959)
- Agguato nel sole (Hostile Guns), regia di R.G. Springsteen (1967)
- L'infallibile pistolero strabico (Support Your Local Gunfighter), regia di Burt Kennedy (1971)
- Il meraviglioso abito color gelato alla panna (The Wonderful Ice Cream Suit), regia di Stuart Gordon (1998)

### Televisione
- Telephone Time – serie TV, episodio 1x11 (1956)
- June Allyson Show (The DuPont Show with June Allyson) – serie TV, episodio 1x07 (1959)
- The Texan – serie TV, 5 episodi (1959-1960)
- Ricercato vivo o morto (Wanted: Dead or Alive) – serie TV, episodi 2x25-3x15 (1960-1961)
- Il magnifico King (National Velvet) – serie TV, episodio 1x30 (1961)
- The Wide Country – serie TV, episodio 1x24 (1963)
- Branded – serie TV, episodio 2x07 (1965)
- Rango – serie TV, episodio 1x14 (1967)
- Hondo – serie TV, episodio 1x13 (1967)